# Силы безопасности Косова
Силы безопасности Косова (алб. Forca e Sigurisë së Kosovës, серб. Косовске безбедносне снаге) — вооружённые формирования частично признанной Республики Косово, находящиеся в состоянии создания после одностороннего провозглашения независимости Косова от Сербии 17 февраля 2008 года. Планируется преобразование в Вооружённые силы Косова.

## История

### KFOR
В соответствии с резолюцией Совета Безопасности ООН № 1244 и Кумановским военно-техническим соглашением, после войны НАТО против Югославии были созданы коллективные международные силы безопасности KFOR, вступившие в Косове 12 июня 1999 года. В силы KFOR входят 30 стран (23 из них — члены НАТО). Местом расположения сил являются базы Кэмп-Бондстил, Camp Villagio и Camp Film City.
В соответствии с резолюцией, задачами KFOR провозглашались обеспечение безопасности, предотвращение возобновления вооружённых действий, разоружение Армии освобождения Косова и оказание помощи в восстановлении гражданских институтов. Начиная с июня 2008 года к задачам KFOR также добавилось задача обучения и формирования косовской службы по ликвидации чрезвычайных ситуаций — Корпуса защиты Косова и вооружённых сил Косова.
Максимальная численность KFOR достигала 50 тыс. военнослужащих, а в настоящее время — доходит до 5000 солдат и офицеров.

### Корпус защиты Косова
Корпус защиты Косова (алб. Trupat e Mbrojtjes së Kosovës) — гражданский орган власти, созданный 21 сентября 1999 года под эгидой UNMIK. В него вошли многие бывшие участники Армии освобождения Косова. Орган возглавил Агим Чеку, он же курировал процесс демобилизации ОАК и формирования батальонов Корпуса.
Корпус насчитывал 7 региональных групп, в каждой из которой имелись несколько отрядов (всего от 3 до 5 тыс. человек). Некоторым представителям формирований Корпуса разрешено было носить оружие (200 единиц для всех войск, плюс 500 —- на складах). Корпус финансировался НАТО и ООН, обеспечивал служащих форменной одеждой, а также оплачивал труд на строительстве дорог, при ликвидации пожаров, экологических катастроф.

### Силы безопасности Косова

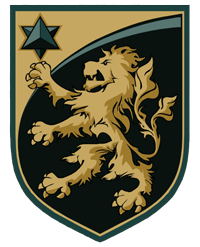
Нарукавный шеврон Сил безопасности Косова (2009—2012)

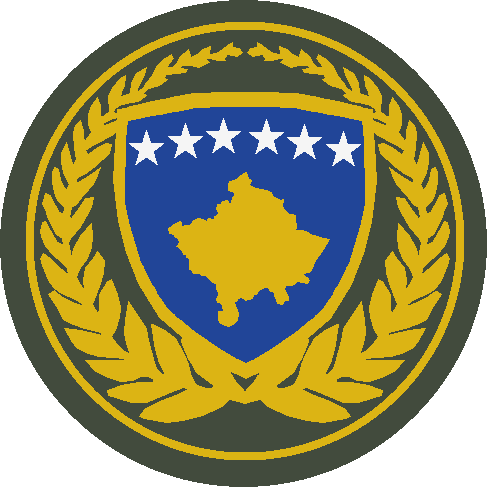
Эмблема Сил безопасности Косова на берет

В марте 2008 года KFOR и Корпус защиты Косова начали приготовления к формированию новых сил безопасности. По плану Силы безопасности должны включать 2500 бойцов в частях постоянной готовности и 800 резервистов в возрасте 19-35 лет. Главой Генерального штаба назначен генерал-лейтенант Сулейман Селими.
С 21 января 2009 года Силы безопасности Косова сменил Корпус защиты Косова.
4 марта 2014 года принято решение по поводу преобразования Сил безопасности в Вооружённые силы Косова. Министерство безопасности будет переименовано в Министерство обороны. Как заявил премьер-министр Хашим Тачи, вооружённые силы будут насчитывать 5 тысяч человек в регулярных войсках и 3 тысячи резервистов. Все организационные и законодательные процедуры в связи с созданием вооружённых сил планируется завершить до конца 2016 года.
В марте 2016 года президент Хашим Тачи передал на утверждение косовскому парламенту законопроект о преобразовании Сил безопасности Косова (СБК) в Вооружённые силы Косова. При этом он сказал, что если парламент не проголосует за этот законопроект, то уйдёт в отставку. Также Тачи подчеркнул, что «законодательный орган, который не проголосует за создание армии собственной страны, должен быть распущен». 15 февраля 2017 года парламент Косова проголосовал за создание полноценной армии. Решение было принято единогласно, однако депутаты партии «Сербский список» бойкотировали данное голосование. Предполагается также интеграция будущих Вооружённых сил Республики Косово в структуру военных сил НАТО.

## Звания Сил безопасности Косова

### 2009—2012
|        | Генералы          | Генералы      | Генералы          |
| ------ | ----------------- | ------------- | ----------------- |
|        |                   |               |                   |
| radhë  | Gjenerallejtënant | Gjeneralmajor | Gjeneralbridage   |
| звание | Генерал-лейтенант | Генерал-майор | Бригадный генерал |

|        | Штабс-офицеры | Штабс-офицеры | Штабс-офицеры | Офицеры | Офицеры          | Офицеры          |
| ------ | ------------- | ------------- | ------------- | ------- | ---------------- | ---------------- |
|        |               |               |               |         |                  |                  |
| radhë  | Kolonel       | Nënkolonel    | Major         | Kapiten | Toger            | Nëntoger         |
| звание | Полковник     | Подполковник  | Майор         | Капитан | Первый лейтенант | Второй лейтенант |

|        | Унтер-офицеры   | Унтер-офицеры  | Унтер-офицеры | Унтер-офицеры | Рядовой состав | Рядовой состав |
| ------ | --------------- | -------------- | ------------- | ------------- | -------------- | -------------- |
|        |                 |                |               |               |                |                |
| radhë  | Rreshter i parë | Rreshter Major | Kapter        | Rreshter      | Tetar          | Ushtar         |
| звание | Сержант-майор   | Первый сержант | Штаб-сержант  | Сержант       | Капрал         | Рядовой        |

### 2012—2024
|        | Генералы          | Генералы      | Генералы          |
| ------ | ----------------- | ------------- | ----------------- |
|        |                   |               |                   |
| radhë  | Gjenerallejtënant | Gjeneralmajor | Gjeneralbridage   |
| звание | Генерал-лейтенант | Генерал-майор | Бригадный генерал |

|        | Штабс-офицеры | Штабс-офицеры | Штабс-офицеры | Офицеры | Офицеры          | Офицеры          |
| ------ | ------------- | ------------- | ------------- | ------- | ---------------- | ---------------- |
|        |               |               |               |         |                  |                  |
| radhë  | Kolonel       | Nënkolonel    | Major         | Kapiten | Toger            | Nëntoger         |
| звание | Полковник     | Подполковник  | Майор         | Капитан | Первый лейтенант | Второй лейтенант |

|        | Унтер-офицеры   | Унтер-офицеры  | Унтер-офицеры | Унтер-офицеры | Рядовой состав | Рядовой состав |
| ------ | --------------- | -------------- | ------------- | ------------- | -------------- | -------------- |
|        |                 |                |               |               |                |                |
| radhë  | Rreshter i parë | Rreshter Major | Kapter        | Rreshter      | Tetar          | Ushtar         |
| звание | Сержант-майор   | Первый сержант | Штаб-сержант  | Сержант       | Капрал         | Рядовой        |

### С 2024 года
|        | Генералы          | Генералы      | Генералы          |
| ------ | ----------------- | ------------- | ----------------- |
|        |                   |               |                   |
| radhë  | Gjenerallejtënant | Gjeneralmajor | Gjeneralbridage   |
| звание | Генерал-лейтенант | Генерал-майор | Бригадный генерал |

|        | Штабс-офицеры | Штабс-офицеры | Штабс-офицеры | Офицеры | Офицеры          | Офицеры          |
| ------ | ------------- | ------------- | ------------- | ------- | ---------------- | ---------------- |
|        |               |               |               |         |                  |                  |
| radhë  | Kolonel       | Nënkolonel    | Major         | Kapiten | Toger            | Nëntoger         |
| звание | Полковник     | Подполковник  | Майор         | Капитан | Первый лейтенант | Второй лейтенант |

|        | Унтер-офицеры           | Унтер-офицеры             | Унтер-офицеры  | Унтер-офицеры   | Унтер-офицеры   | Унтер-офицеры             | Унтер-офицеры     | Унтер-офицеры | Рядовой состав | Рядовой состав | Рядовой состав           | Рядовой состав |
| ------ | ----------------------- | ------------------------- | -------------- | --------------- | --------------- | ------------------------- | ----------------- | ------------- | -------------- | -------------- | ------------------------ | -------------- |
|        |                         |                           |                |                 |                 |                           |                   |               |                |                |                          |                |
| radhë  | Rreshter major i FSK-së | Rreshter major i komandës | Rreshter major | Rreshter i parë | Rreshter master | Rreshter i klasit të parë | Rreshter i stafit | Rreshter      | Tetar          | Specialist     | Ushtari i klasit te parë | Ushtar         |
| звание | Сержант-майор СБК       | Команд-сержант-майор      | Сержант-майор  | Первый сержант  | Мастер-сержант  | Сержант первого класса    | Штаб-сержант      | Сержант       | Капрал         | Специалист     | Рядовой первого класса   | Рядовой        |